# Louis Blériot

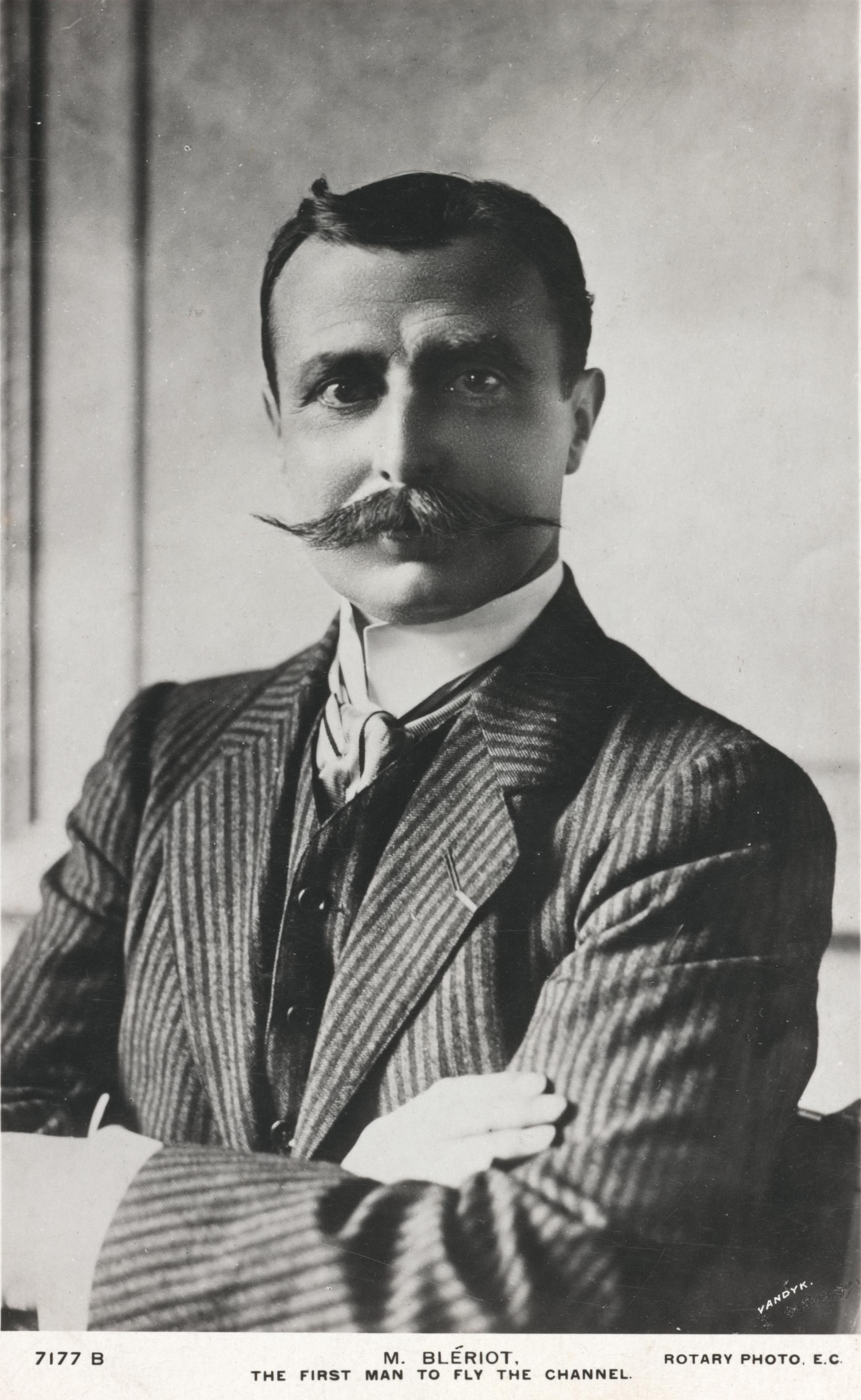
Louis Blériot

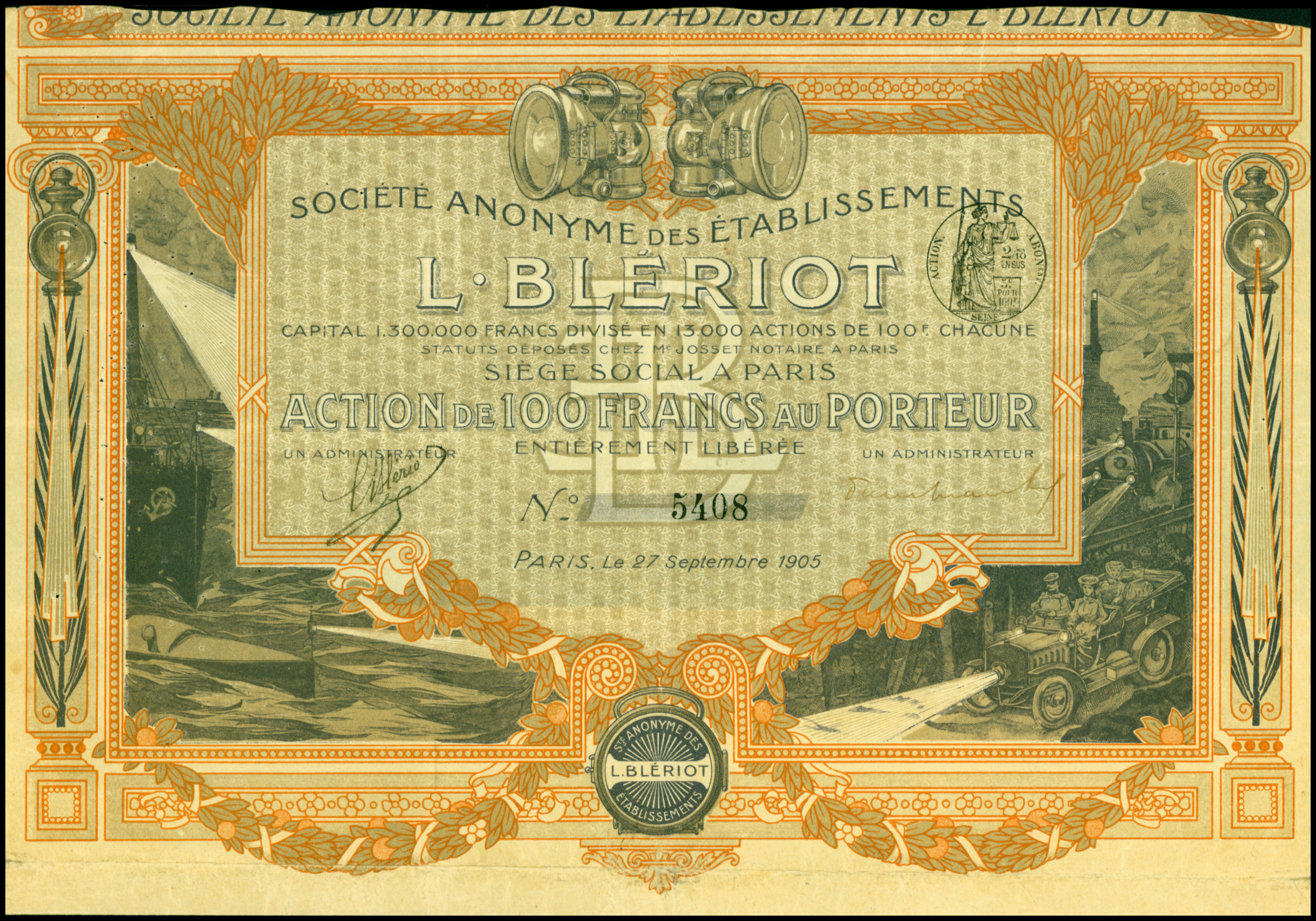
Aktie über 100 Francs der Etablissements L. Blériot vom 27. September 1905

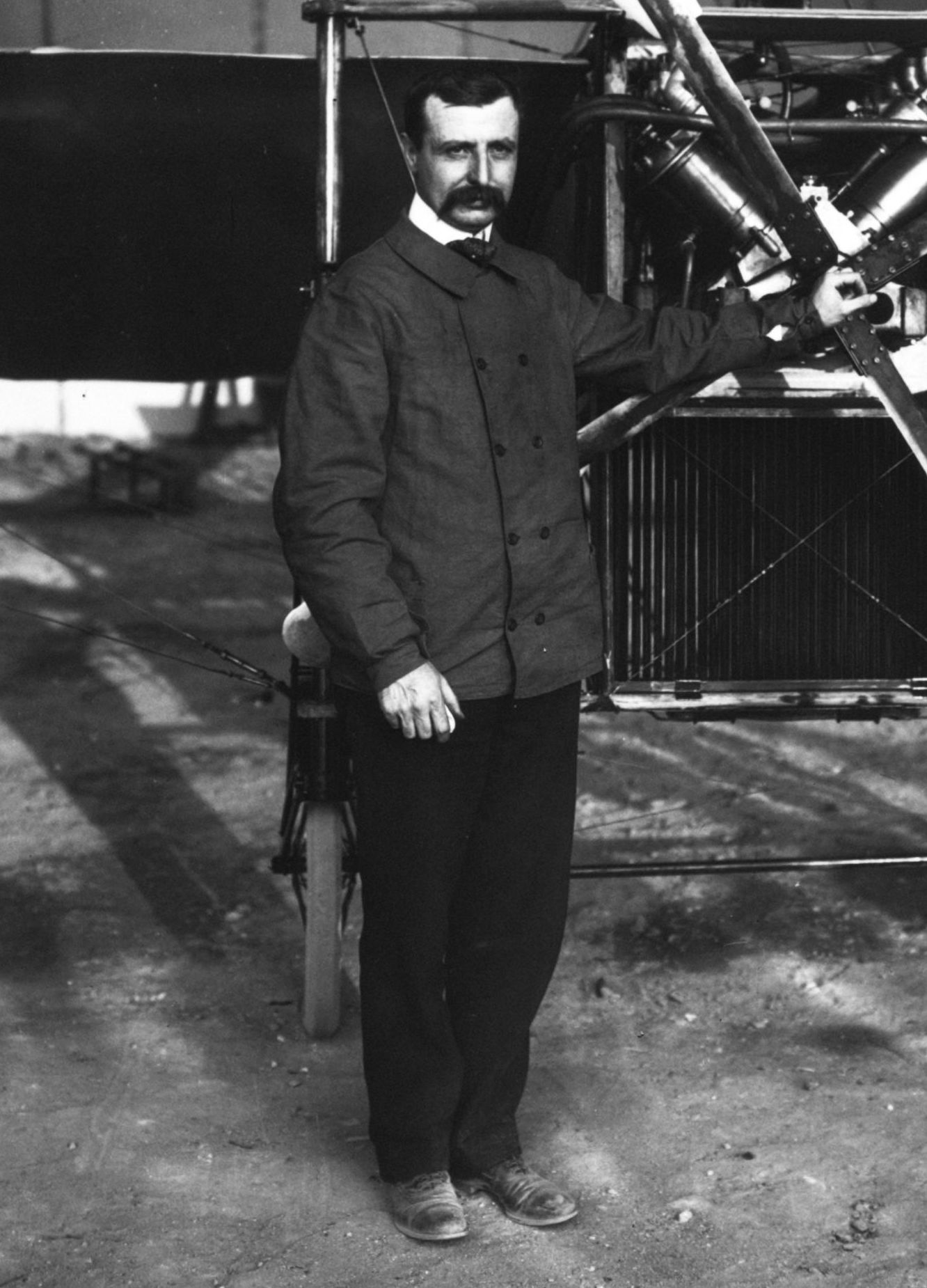
Louis Blériot im Jahr 1908

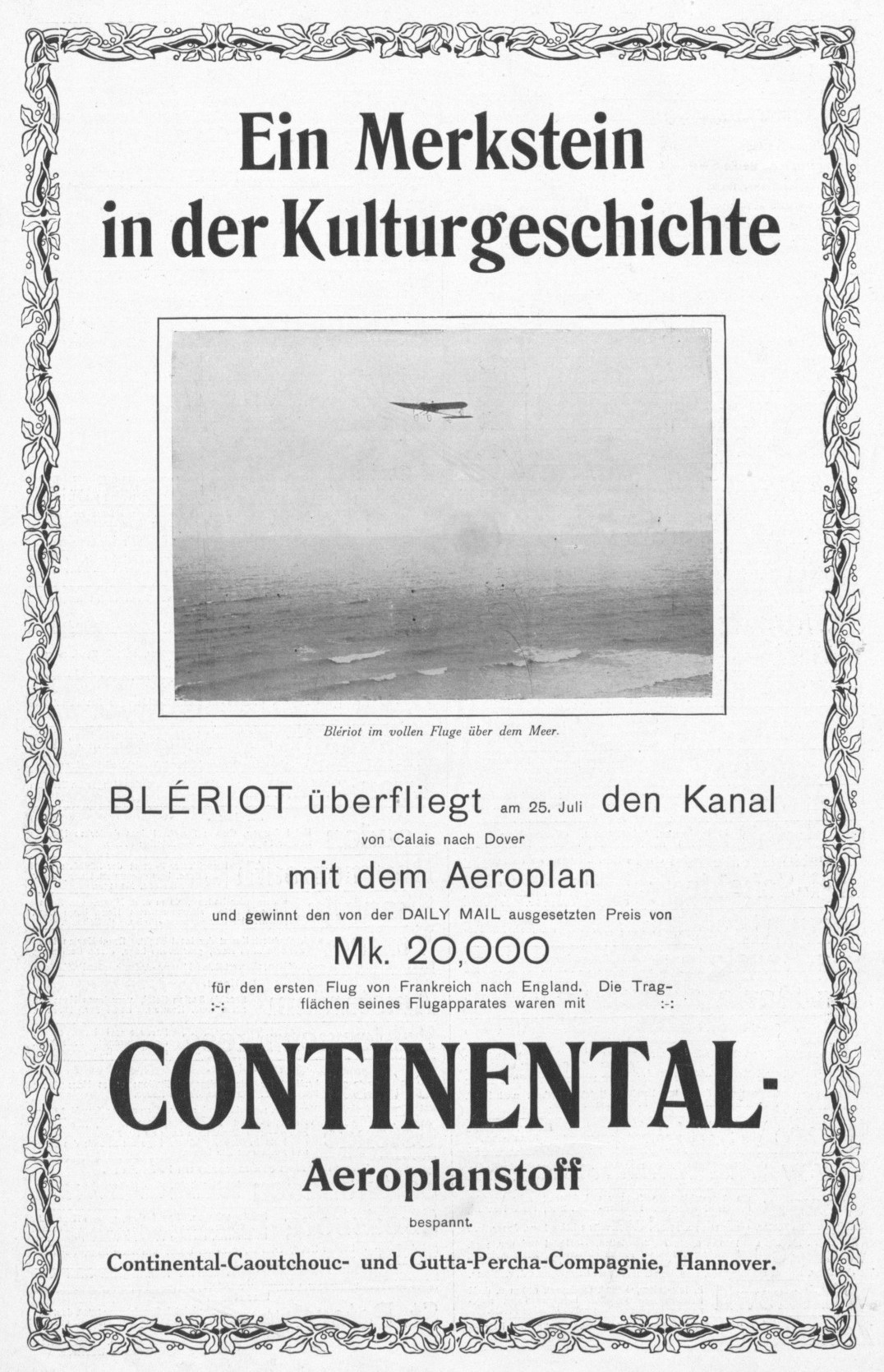
Werbeanzeige der Continental Caoutchouc- und Gutta-Percha-Compagnie für ihre Aeroplanstoffe, die bei der Blériot XI zum Einsatz kamen

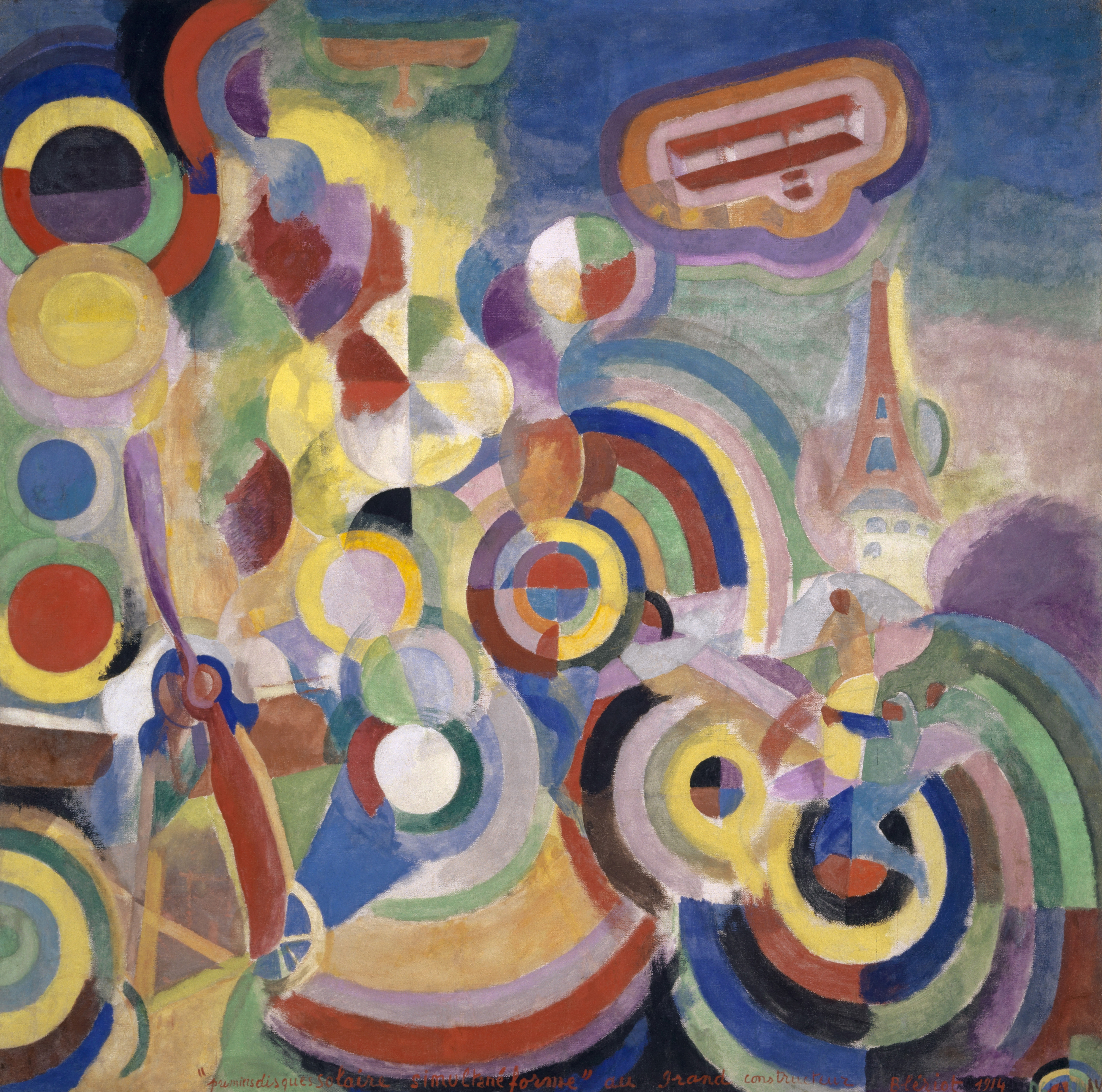
Robert Delaunay: Hommage à Blériot, 1914, Kunstmuseum Basel

Louis Charles Joseph Blériot (* 1. Juli 1872 in Cambrai; † 2. August 1936 in Paris) war ein französischer Ingenieur und Luftfahrtpionier. Mit der Blériot XI überquerte er am 25. Juli 1909 als erster Mensch den Ärmelkanal in einem Flugzeug. Sein Flug von Calais nach Dover dauerte 37 Minuten bei einer durchschnittlichen Flughöhe von 100 Metern.

## Leben
Nach dem Abschluss seines Ingenieurstudiums an der École Centrale Paris im Jahre 1895 stellte Blériot zunächst Autoscheinwerfer in einem von ihm gegründeten kleinen Unternehmen her. Er hatte sich aber schon immer dem Gedanken ans Fliegen verschrieben. Wie viele andere Flugpioniere begann er – ab 1900 – mit dem Bau sogenannter Ornithopter, Konstruktionen, bei denen der Flügelschlag der Vögel nachgeahmt wurde. Er stellte in der von ihm gegründeten Werkstatt für Aeroplane Gleiter, später auch Doppeldeckerflugzeuge und ab 1906 Eindecker-Motorflugzeuge her. Im Vergleich zu anderen Flugzeugpionieren, wie etwa den Brüdern Wright, waren Blériots Versuche relativ planlos. Dies schlug sich in diversen gescheiterten Konstruktionen nieder.
Zeitweilig arbeitete Blériot mit Gabriel Voisin zusammen, einem anderen französischen Flugzeugpionier. Konstruiert wurden einige Flugmaschinen, denen jedoch kein großer Erfolg beschieden war. Unterschiedliche Auffassungen vom Flugzeugbau führten 1908 zum Ende der Kooperation. Voisin sah die Zukunft des Flugzeuges nicht beim Eindecker. Blériot war anderer Meinung und entwickelte Flugzeuge in dieser Bauweise weiter. Nach einigen weiteren Fehlversuchen war die elfte seiner Konstruktionen, die er ohne Unfall in die Luft brachte, der Eindecker Blériot XI, ein Gerät, das für die damalige Zeit bemerkenswerte Flugleistungen aufwies.
Am 13. Juli 1909 legte Blériot mit seinem Monoplan die 41,2 km lange Strecke Mondésir–Chevilly in 44 Minuten zurück (wobei eine nach dem Reglement zulässige Zwischenlandung mit 12 Minuten Aufenthalt zur Kontrolle des Motors abgerechnet ist) und gewann so den mit 4.500 Fr. dotierten Reisepreis (« prix du voyage ») des französischen Aéroclubs.
Nach seinem historischen Flug über den Ärmelkanal am 25. Juli 1909 widmete sich Blériot verstärkt dem Serienbau von Flugzeugen, richtete sich bei Buc einen eigenen Flugplatz ein, eröffnete Flugschulen und einen Produktionsbetrieb in England. Im Jahre 1914 erwarb er die französische Flugzeugfirma Société de Production des Aéroplanes Deperdussin, die Société Pour les Appareils Deperdussin, und benannte das relativ bekannte Unternehmen in Société Pour l´Aviation et ses Dérives um, so dass die Initialen erhalten blieben. Die Jagdflugzeuge der Firma SPAD waren im Ersten Weltkrieg bekannt und erfolgreich.
Nach dem Ersten Weltkrieg gründete Blériot eine neue Firma, die Blériot Aéronautique, die neben einigen relativ unbedeutenden, da konstruktiv meist veralteten Bombern, hauptsächlich Verkehrsflugzeuge herstellte. Bis zu seinem Tod war Blériot eng mit der Luftfahrt verbunden. Knapp ein Jahr nach seinem Tod wurden französische Luftfahrtunternehmen verstaatlicht und zur Société Nationale de Constructions Aéronautiques du Sud-Ouest zusammengefasst.
Louis Blériot starb im August 1936 im Alter von 64 Jahren in Paris an den Folgen eines Herzinfarkts.

## Flug über den Ärmelkanal
Am 25. Juli 1909 überquerte Blériot mit der von ihm selbst konstruierten Blériot XI als erster Mensch in einem Flugzeug den Ärmelkanal. Für die rund 35 km lange Strecke von Calais nach Dover benötigte er 37 Minuten, was eine Durchschnittsgeschwindigkeit von etwa 57 km/h ergibt. Die durchschnittliche Flughöhe lag bei 100 Metern. Sein Konkurrent Hubert Latham war bei seinem Überquerungsversuch am 19. Juli 1909 nach 13 Kilometern wegen Motorproblemen mit seiner Antoinette IV im Wasser niedergegangen.
Blériot konnte damit den von der englischen Zeitung Daily Mail für die erste Kanalüberquerung ausgelobten Geldpreis von 1.000 Pfund Sterling, heute umgerechnet etwa 100.000 Euro, entgegennehmen. Dies löste auch die finanziellen Probleme seiner Familie, da er praktisch sein ganzes Vermögen und auch das seiner Frau Alicia, die er im Jahre 1901 geheiratet hatte, in seine Konstruktionen investiert hatte.

„Das Wetter schien heute günstig für den Flug, obgleich scharfer Wind wehte. Als die Begleitschiffe abfuhren, stieg ich auf. Die Geschwindigkeit, mit der ich der Küste Englands zusteuerte, betrug vierzig Meilen in der Stunde. Nach zehn Minuten war die französische Küste außer Sicht. Den Torpedobootzerstörer ließ ich bald hinter mir. Minutenlang sah ich weder die französische noch die englische Küste, fand aber sehr bald die genaue Richtung auf Dover wieder, als ich das Kastell und dann den Hafen von Dover auftauchen sah.“

„Der gestrige Sonntag ist ein wichtiges Datum in der Geschichte der Luftschiffahrt. Von den drei Bewerbern um den ‚Daily Mail‘-Preis, Blériot, Latham und Graf Lambert, ist es Blériot gelungen, als erster den Aermelkanal zu überfliegen. Und dadurch wird sein Name unsterblich, der Tag dieses Fluges für ewig in den Annalen der Luftschiffahrt verzeichnet werden.“

Auf diesen Flug hin erhielt Blériot mehr als hundert Bestellungen für den Typ XI, hergestellt wurden letztlich insgesamt etwa 800 Stück. Blériot wurde somit zum ersten kommerziellen Flugzeughersteller. Später bezeichnete man ihn als „Vater der modernen Eindecker“.

## Sonstiges
Der Maler Robert Delaunay widmete 1914 dem Flugpionier sein Gemälde „Hommage à Blériot“, das heute im Kunstmuseum Basel ausgestellt ist. 
Auf den Tag genau 100 Jahre nach Blériots Erstüberquerung des Ärmelkanals am 25. Juli 1909 wiederholte der Franzose Edmond Salis das Abenteuer in einem originalgetreuen Nachbau. Er benötigte zwar einige Minuten länger als Blériot seinerzeit, dafür überstand aber sein Fahrwerk die Landung ohne Schaden.
Das Flugzeug, mit dem Blériot 1909 seinen Flug über den Ärmelkanal machte, befindet sich im Pariser Musée des Arts et Métiers; der französische Dichter Guillaume Apollinaire berichtet, dass es „in einem Triumphzug“ durch die Stadt hierher geleitet wurde.
Ihm zu Ehren benannt sind der Blériot Plage in Frankreich (von dem er seinen Flug startete), der Blériot-Gletscher in der Antarktis, der Asteroid (11248) Blériot im Asteroidengürtel sowie der Blériot-Propeller, eine Struktur in Saturns A-Ring.
Die CMA CGM Louis Blériot ist ein 2018 gebautes, 399 m langes Containerschiff (IMO 9776432) des CMA CGM 20.600-TEU-Typs der französischen Reederei CMA CGM.

## Galerie

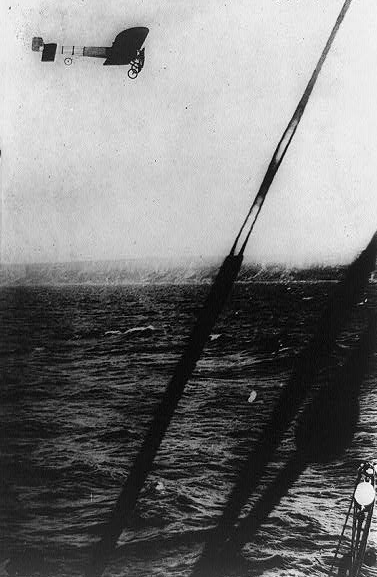
Louis Blériot (1872–1936) in seinem Flugzeug über dem Ärmelkanal
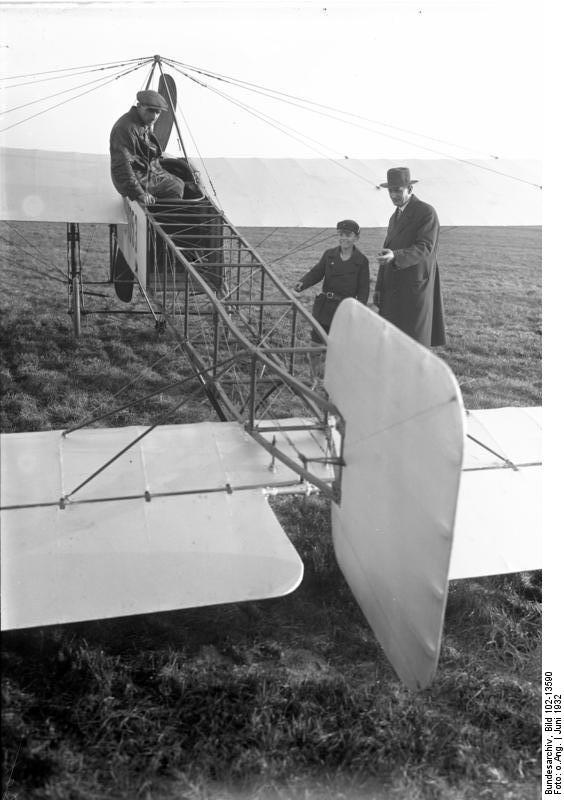
Das Blériot-Flugzeug
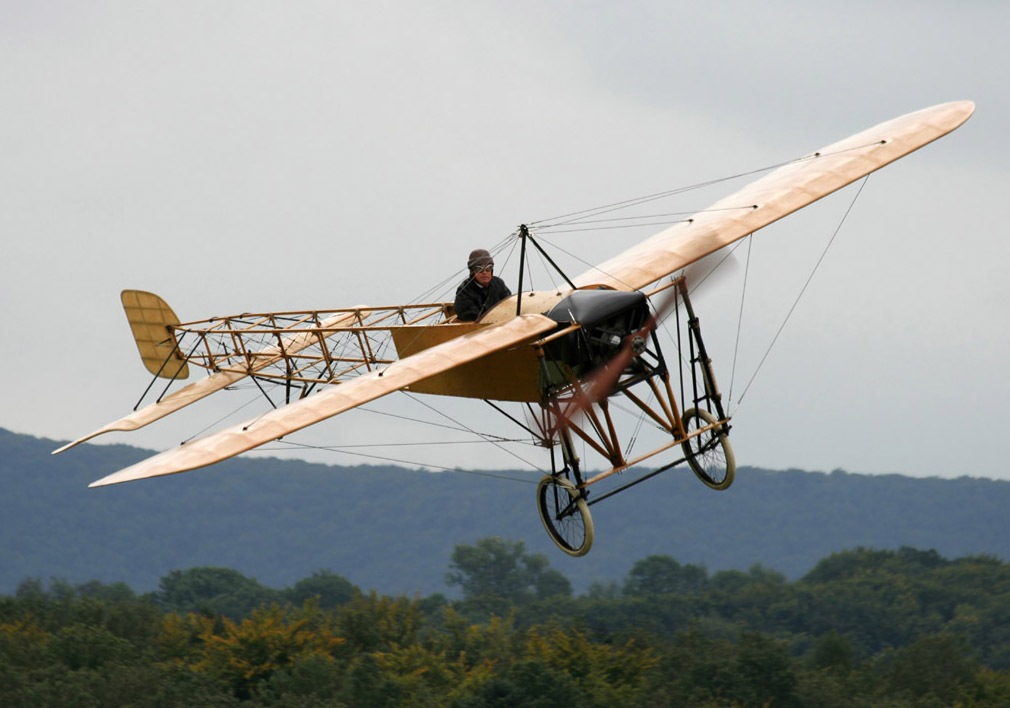
Mikael Carlson und seine Blériot XI
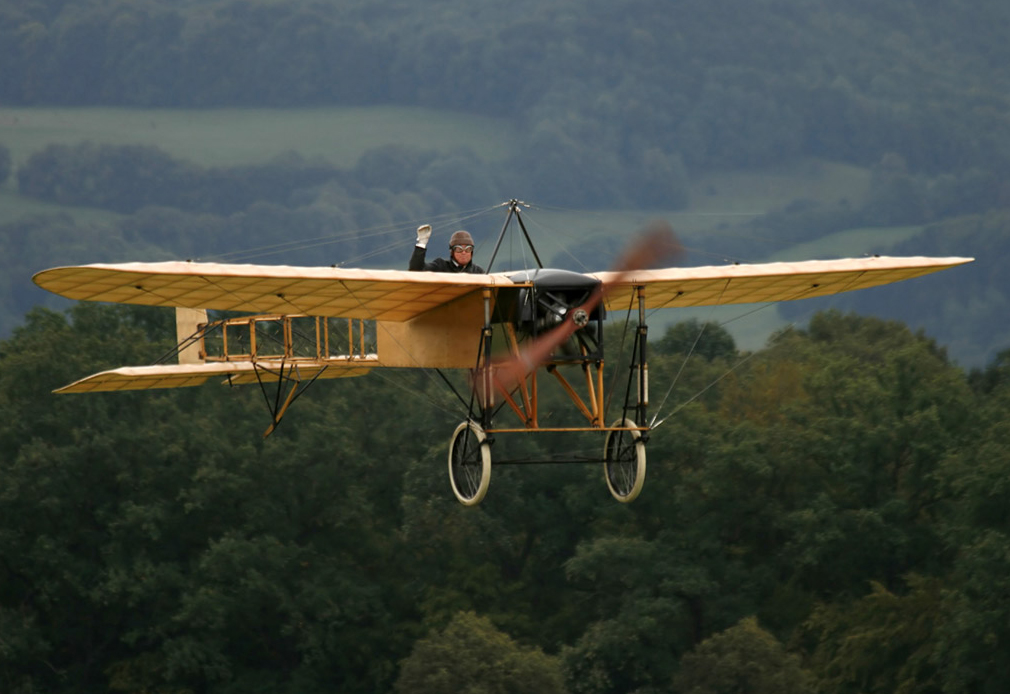
Mikael Carlson und seine Blériot XI
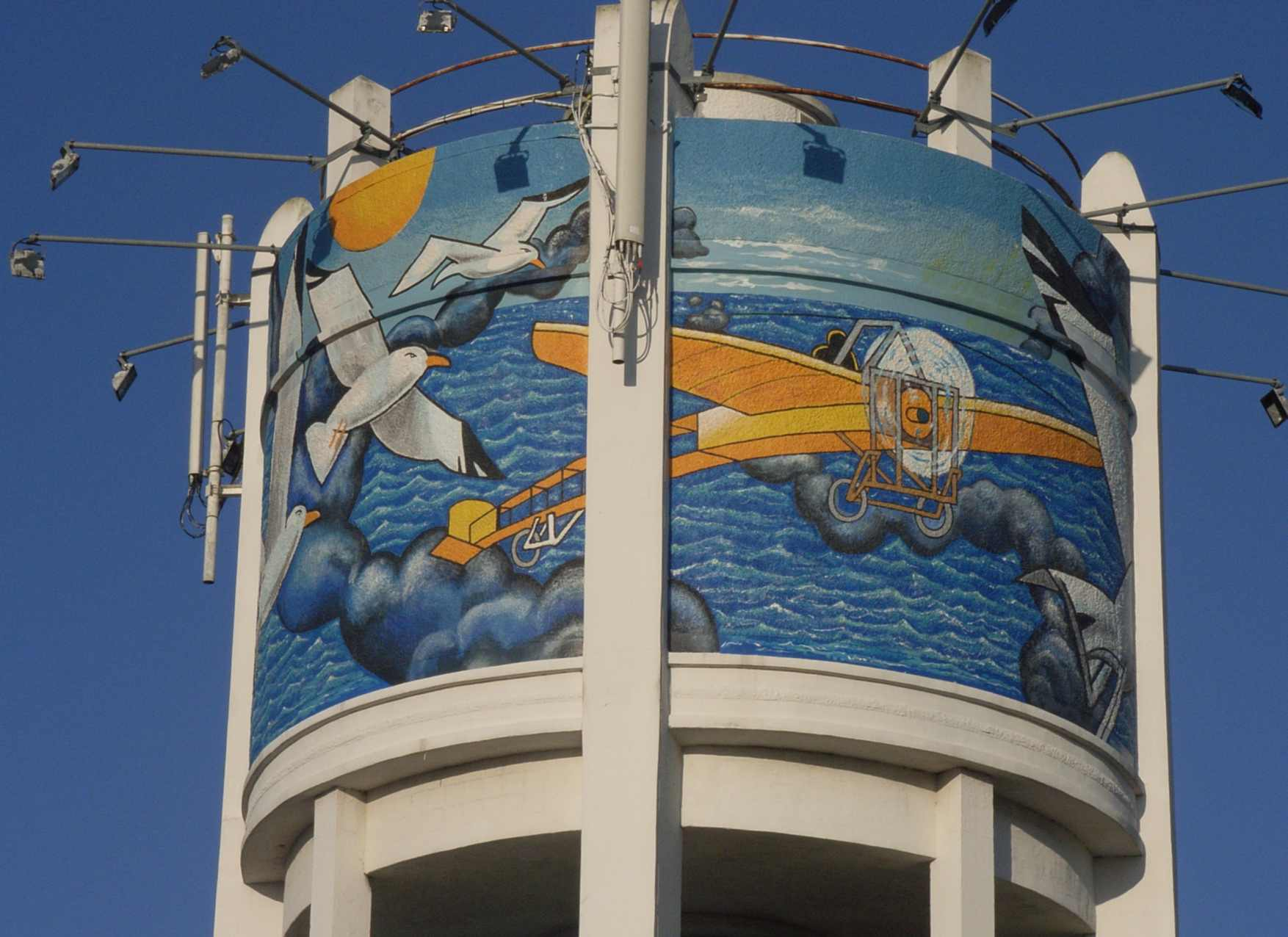
Darstellung des Kanalüberflugs auf einem Wasserturm bei Calais
Das Blériot-Denkmal in Cambrai (Nord-Pas-De-Calais)
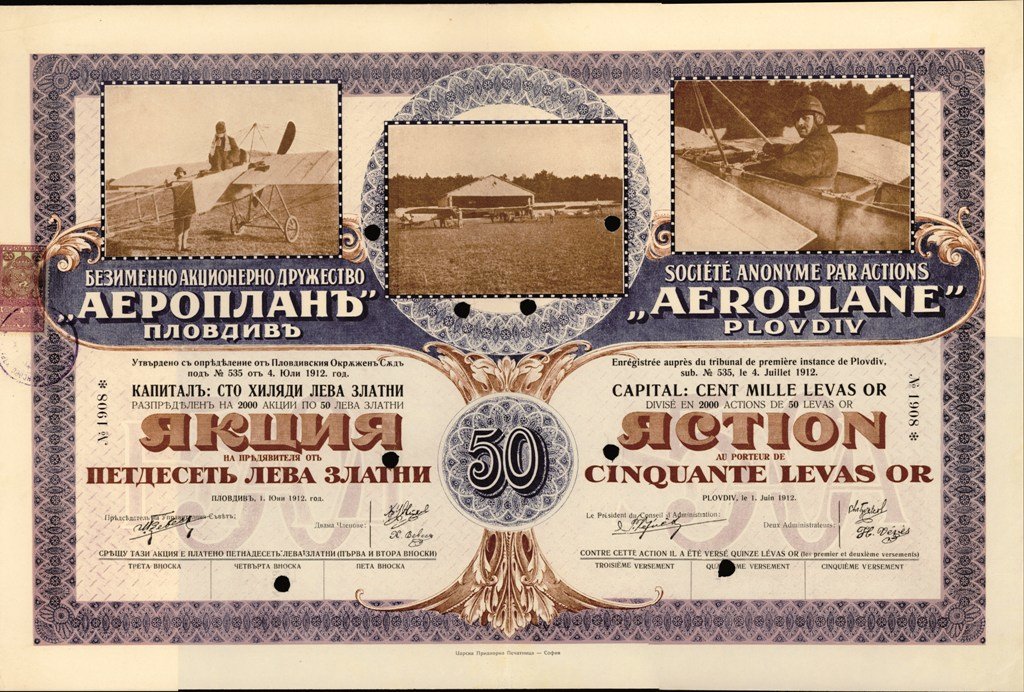
Aktie der S.A. par Actions "Aeroplane" vom 1. Juni 1912; abgebildet ist Louis Blériot mit seinem "Blériot VIII"
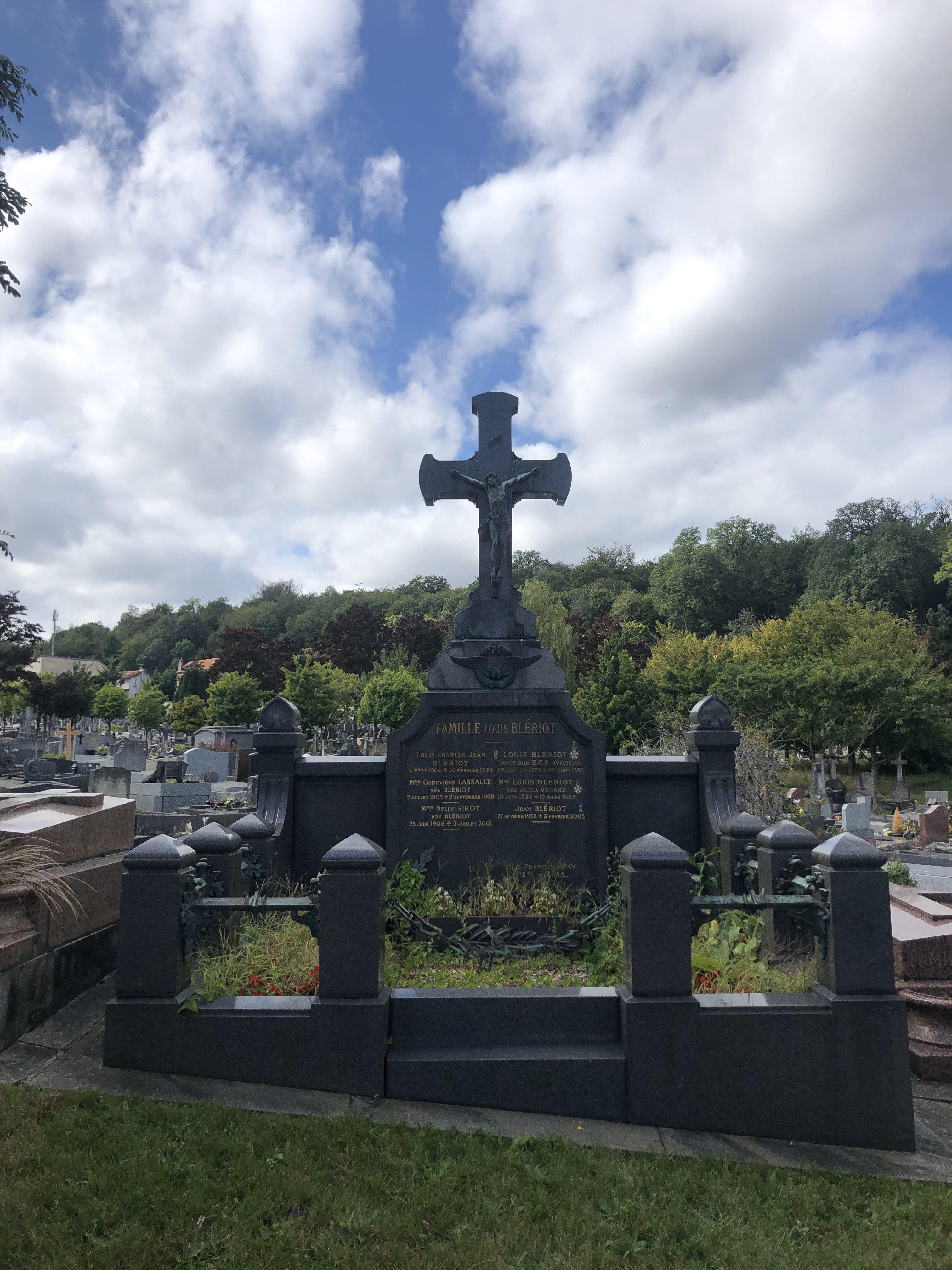
Grab im Cimetière des Gonards (Versailles)